# Lashburn
Lashburn is een plaats (town) in de Canadese provincie Saskatchewan en telt 783 inwoners (2001).